# Oliver Gill
Oliver Gill (Frimley, 15 de setembro de 1990) é um futebolista inglês. Atualmente joga pelo Manchester United, na função de zagueiro.

Carreira
Embora nascido em Frimley, Gill e sua família se mudou para Manchester em 1997, quando seu pai David assumiu o cargo de diretor financeiro do Manchester United. Gill começou a treinar na academia do Manchester United, e foi envolvido com o lado de Sub-18 em abril de 2006, quando ele foi nomeado como suplente não utilizado em um 3-2 fora a derrota para Sunderland. Sua primeira aparição para o Sub-18 veio mais de um ano mais tarde, como ele começou, em ambos os dois últimos jogos da temporada 2006-07: 4-0 uma vitória fora sobre o Sheffield United em 21 de abril de 2007 e um 1-0 derrota para o Sunderland em casa uma semana depois. Em julho de 2007, Gill assinou seu primeiro contrato de estágio com o clube, e na temporada seguinte, tornou-se regular na equipa de Sub-18, fazendo 16 jogos da liga durante a temporada. Primeira meta de Gill para o Sub-18 chegou em 1 de Setembro de 2007, quando marcou o único golo no minuto 92 de uma vitória em casa por 1-0 sobre o Nottingham Forest.
Depois de sua primeira temporada completa na Under-18s, Gill teve sua primeira experiência de reserva de time de futebol em julho de 2008, quando fez duas aparições substituto em pré-temporada e amistosos contra Altrincham Unidos Oxford. Enquanto isso, ele continuou como um regular na Under-18s, e em 8 de Outubro de 2008, ele fez a sua estreia competitiva para as reservas: a vitória fora 3-0 sobre o Bolton Wanderers na Reserva Premier League. Em fevereiro de 2009, Gill fez o passo completo até o time reserva em uma base regular, jogando em 12 da equipe na final 17 jogos da temporada, incluindo a final da Copa do Manchester Senior 2008-09 contra o Bolton Wanderers; Gill veio em para a frente Danny Welbeck no minuto 74, ajudando United na final 16 minutos para fechar uma vitória por 1-0.
Gill se tornou profissional em julho de 2009, [3] e nos primeiros meses da temporada 2009-10 continuou a ser membro integrante da equipe reserva. Durante todo o mês de outubro, a equipe sofreu apenas um gol no caminho para quatro vitórias e um empate. Em dezembro de 2009, Gill foi recompensado por suas performances com um primeiro número da equipe esquadrão, # 45, e uma crise de lesões de defesa fez com que ele viajou com a equipe de primeira para a Alemanha para o seu final da Champions League jogo da fase de grupos contra o Wolfsburg no dia 8 de Dezembro. Ele foi nomeado como um substituto, mas não entrar em campo. [4] Ele foi novamente nomeado como suplente não utilizado na vitória do United por 3-0 sobre o Fulham em casa em 14 de março de 2010. [5]
Em 29 de setembro de 2010, Gill e seu Manchester United Reservas companheiro de equipe Reece Brown juntou-se Bradford City em um acordo de empréstimo de curto prazo até 25 de outubro. [6] A dupla fez sua estreia três dias depois na derrota de Bradford casa por 1-0 contra o Morecambe em 2 de Outubro. [7] Gill apareceu em mais três jogos para o campeonato de Bradford, bem como a sua Football League Trophy segunda rodada derrota para Hartlepool United em 5 de Outubro. Apesar keenness Bradford gerente de Peter Taylor para mantê-los, Gill e Brown voltaram para Manchester United em 25 de Outubro. [8] Ele foi nomeado como suplente não utilizado na vitória do United por 1-0 sobre o Bolton, em 19 de Março de 2011 e as 4-2 vitória sobre o West Ham United em 02 de abril. [9] [10]
Em 18 de Maio, Gill foi nomeado como o vencedor do Jogador Denzil Haroun Reserva da concessão do ano para o ano. [11] No entanto, Gill deixou o Manchester United em julho de 2011 para ir para a universidade em setembro. [12]
vida pessoal
Gill é o filho do Manchester United presidente-executivo David Gill. Ele estudou na Manchester Grammar School [13] e recebeu uma oferta para estudar economia na Universidade de Durham a partir de setembro de 2010, mas decidiu adiar a sua entrada em favor de seguir uma carreira no futebol. [14] Ele finalmente aceitaram a oferta em julho de 2011 , deixando o Manchester United para seguir a carreira acadêmica. [12]